# Savanette
Savanette (en criollo haitiano Savanèt) es una comuna de Haití que está situada en el distrito de Las Caobas, del departamento de Centro.

## Secciones
Está formado por las secciones de:
- Savanette (también denominada Colombier)
- La Haye (que abarca la villa de Savanette)

## Demografía
| Gráfica de evolución demográfica de Savanette entre 2009 y 2015 |
|                                                                 |

Los datos demográficos contemplados en este gráfico de la comuna de Savanette son estimaciones que se han cogido de 2009 a 2015 de la página del Instituto Haitiano de Estadística e Informática (IHSI). 